# The South Pacific Mail
The South Pacific Mail fue un periódico chileno en lengua inglesa publicado entre 1909 y 1965. Su primer editor y propietario fue Henry A. Hill y su primer director William Horsey.
Su primer número fue publicado el 6 de noviembre de 1909. Por un tiempo fue el principal medio de la costa del Pacífico en Sudamérica en inglés. Fue editado primero en Valparaíso (1909-50) y posteriormente en Santiago (1950-65). Dejó de publicarse el 31 de diciembre de 1965. Reapareció como un periódico mensual entre agosto de 1989 y enero de 1993.
Otros medios importantes de habla inglesa fueron The Chilian Times (1876-1907), The Anglo-Chilean Times (1907-08) ambos de Valparaíso y el The Magellan Times (1914-32) de Punta Arenas.